# Prêmio Lyapunov
O Prêmio Lyapunov (em russo:  Премия имени А. М. Ляпунова, transl. Premija imeni A. M. Ljapunowa) é denominado em memória do matemático russo Aleksandr Lyapunov, concedido desde 1995 pela Academia de Ciências da Rússia por trabalhos de destaque nas áreas da matemática e mecânica. Até 1989 o prêmio foi concedido pela Academia de Ciências da União Soviética, ocorrendo a primeira concessão em 1971.

## Recipientes

### Medalha de Ouro Lyapunov
- 1971 Vasily Vladimirov
- 1974 Leonid Sedov
- 1977 Vladimir Chelomei
- 1980 Anatoly Logunov
- 1982 Victor Pavlovich Maslov
- 1986 Yurii Mitropolskiy
- 1989 Nikolai Bogoliubov
- 1992 Nikolay Krasovsky

### Prêmio Lyapunov
- 1995 Andrei Bolibrukh
- 1998 Leonid Shilnikov
- 2001 Dmitri Anosov e Anatoly Neishtadt
- 2004 Valentin Rumyantsev
- 2007 Dmitri Treschev
- 2010 Vladimir Borisov e Mikhail Zelikin
- 2013 Anatoli Markeev
- 2016 Sergei Kuksin